# (17277) Jarrydlevine
(17277) Jarrydlevine (2000 LP25) – planetoida z pasa głównego asteroid okrążająca Słońce w ciągu 3,64 lat w średniej odległości 2,37 j.a. Odkryta 7 czerwca 2000 roku.